# القوش
القوش (به عربی: ألقوش) یک منطقهٔ مسکونی در عراق است که در استان نینوا واقع شده‌است.

## خصوصیات
القوش ۱۰٬۰۰۰ نفر جمعیت دارد.